# Heinrich Middendorf (Missionar)
Pater Heinrich Middendorf SCJ (* 31. August 1898 in Aschendorf; † 10. August 1972 in Osnabrück) war ein deutscher Priester und Missionar.

## Leben
Nach dem Besuch der Volksschule und der Rektoratsschule in seinem Geburtsort Aschendorf wechselte Heinrich Middendorf 1912 an die Humanistische Lehranstalt der Ordensgemeinschaft der Herz-Jesu-Priester in Sittard (Niederlande). Dort trat er nach Beendigung der Schulzeit in den Orden ein.
Nach dem Noviziat in Fünfbrunnen (Luxemburg) studierte er Philosophie und Theologie an einer ordenseigenen Hochschule und an den Universitäten Freiburg im Breisgau und Innsbruck. 1923 wurde er zum Priester geweiht und studierte anschließend Orientalistik und Bibelwissenschaften an den Universitäten Freiburg, Münster und Berlin. 1927–1931 war er Kaplan in verschiedenen Gemeinden Südbadens. 1932 bis 1938 nahm er Aufgaben im Ordenshaus in Bendorf wahr, ab 1936 als Rektor. 1934 hatte er im Fach Bibelwissenschaften promoviert.
Von 1938 bis 1946 war er Rektor des Ordenshauses in Stegen. In dieser Zeit versteckte er neun jüdische Bürger im Kloster und rettete sie so vor dem Holocaust. Er wurde dafür postum (1994) mit dem Titel Gerechter unter den Völkern ausgezeichnet.
Von 1946 bis 1949 wechselte er als Rektor an das Ordenshaus in Freiburg. Danach wurde er Mitglied der Generalleitung des Ordens in Rom. Ab 1956 wirkte er als Missionar im Kongo und war bis zu seinem Tod 1972 Mitglied der Ordensprovinz Zaire.

## Auszeichnungen und Ehrungen
- 1994: Gerechter unter den Völkern[1]
- 1997: Umbenennung der Realschule Aschendorf in Heinrich-Middendorf-Realschule Aschendorf
- 1999: Einweihung der Seniorenwohnanlage „Pater Middendorf“ in Stegen bei Freiburg
- 2004: Verlegung von Stolpersteinen durch Gunter Demnig zu Ehren von Pater Middendorf und der von ihm Geretteten vor dem Kolleg St. Sebastian in Stegen